# Patesko
Patesko, pseudonimo di Rodolfo Barteczko (Curitiba, 12 novembre 1910 – Rio de Janeiro, 13 marzo 1988), è stato un calciatore brasiliano.

## Carriera
Di origini polacche, Patesko giocò in diverse squadre brasiliane ed ebbe anche una breve esperienza in Uruguay. Con la Nazionale brasiliana prese parte alla Coppa Rimet 1930, 1934 e 1938.

## Palmarès
- Campionato uruguaiano: 2

Nacional: 1933, 1934
- Campionato Carioca: 1

Botafogo: 1935